# 44117 Haroldlarson
44117 Haroldlarson este un asteroid din centura principală de asteroizi.

## Descriere
44117 Haroldlarson este un asteroid din centura principală de asteroizi. A fost descoperit pe 21 aprilie 1998 la Kitt Peak National Observatory, în cadrul proiectului Spacewatch. Asteroidul prezintă o orbită caracterizată de o semiaxă mare de 2,36 ua, o excentricitate de 0,07 și o înclinație de 3,9° în raport cu ecliptica.